# Move (Moby)
Move è un EP del musicista statunitense Moby, pubblicato nel 1993. Segna il passaggio dell'artista dalla casa discografica Instinct a quelle della Mute (Inghilterra) e dell'Elektra (Stati Uniti).
È il primo singolo di Moby a non far parte di nessun album, (se si esclude Mobility del 1989 o Vodoo Child del 1990).
La title track è la canzone più briosa e melodica, molto varia e ricca di assoli di sintetizzatori diversi. La voce è un campionamento della canzone Love Sensation di Loleatta Holloway. Esiste un video di questo pezzo, anche se molto raro da reperire e, come si può vedere nel sito ufficiale di Moby, nella sezione video, non ufficialmente riconosciuto; esso ritrae il musicista che balla con una ragazza in un salone scuro in una casa in stile Impero e suona le tastiere con addosso una tuta da ginnastica artistica in un luogo nascosto da tendaggi rossi che poi si rivela essere un free party.
I restanti brani sono più pesanti e il loro genere è un ibrido tra l'house e l'ambient. The Rain Falls and the Sky Shudders è l'unico brano veramente ambientale.
All That I Need Is to Be Loved è stata successivamente pubblicata come singolo a sé stante, in una versione più estesa, ed è stata inclusa, in versione punk rock, nel quarto album di Richard Hall, Everything Is Wrong.

## Tracce
Tutti i brani sono stati composti, eseguiti e prodotti da Richard Melville Hall.
CD
CDMUTE158 (UK)
1. Move (You Make Me Feel So Good) (Radio Edit) – 3:39
2. All That I Need Is to Be Loved (MV) – 5:18
3. Unloved Symphony – 6:11
4. The Rain Falls and the Sky Shudders – 6:18

61568 (U.S.)
1. Move (You Make Me Feel So Good) – 3:39
2. All That I Need Is to Be Loved (MV) – 5:18
3. Morning Dove – 5:43
4. Move (Disco Threat) – 4:43
5. Unloved Symphony – 6:11
6. The Rain Falls and the Sky Shudders – 6:18

Vinile 12"
12 MUTE158 (UK)
1. Move (You Make Me Feel So Good) (Radio Edit) – 3:39
2. Morning Dove (Full Length) – 6:08
3. All That I Need Is to Be Loved (Hard Trance Version) – 7:00
4. Unloved Symphony – 6:11

L12 MUTE 158 (UK)
1. Move (You Make Me Feel So Good) – 6:24
2. Move (You Make Me Feel So Good) (MK Blades Mix) – 6:10
3. Move (You Make Me Feel So Good) (Sub Version) – 6:11
4. Move (You Make Me Feel So Good) (Xtra Mix) – 6:39